# Hexoplon carissimum
Hexoplon carissimum là một loài bọ cánh cứng trong họ Cerambycidae.